# Boncourt-sur-Meuse
Boncourt-sur-Meuse ist eine französische Gemeinde mit 319 Einwohnern (Stand 1. Januar 2022) im Département Meuse in der Region Grand Est (bis 2015 Lothringen). Sie gehört zum Kanton Commercy im Arrondissement Commercy.

## Geografie
Die Gemeinde liegt an der Maas am Rande des Regionalen Naturparks Lothringen, vier Kilometer nördlich von Commercy.

## Bevölkerungsentwicklung
| Jahr      | 1962 | 1968 | 1975 | 1982 | 1990 | 1999 | 2004 | 2010 | 2019 |
| Einwohner | 245  | 214  | 226  | 361  | 370  | 343  | 346  | 315  | 326  |

## Sehenswürdigkeiten

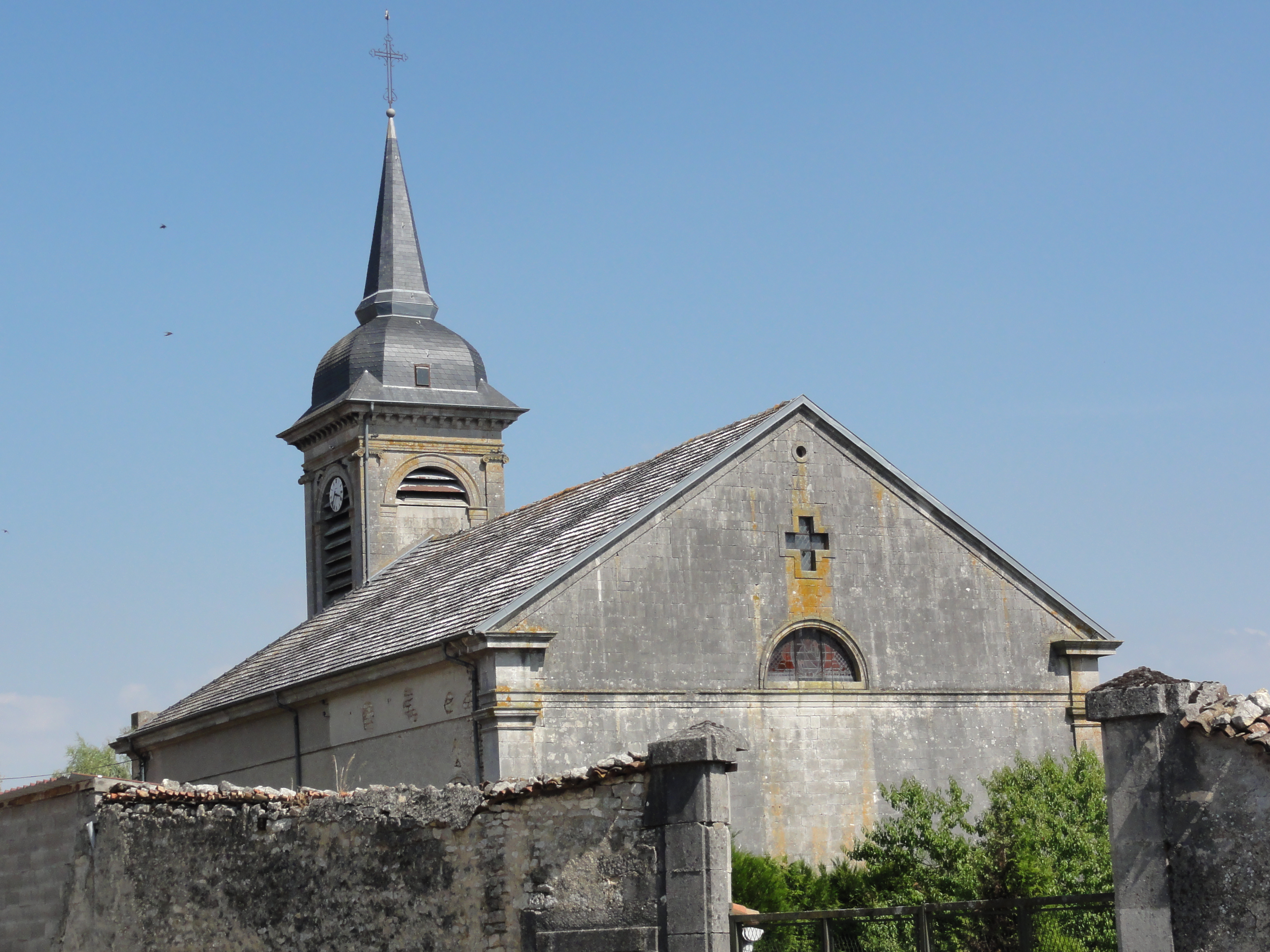
Kirche Invention-de-Saint-Étienne

- Kirche Invention-de-Saint-Étienne